# Waiting Outside the Lines
Waiting Outside the Lines (с англ. — «Ожидая за границами») — песня, дебютный сингл американского музыканта и исполнителя Грейсона Ченса из альбома «Hold On ’til the Night», выпущенный 26 октября 2010 года.

## История
Грейсон Ченс прославился благодаря вирусному видео в интернете, в котором он исполняет кавер на песню Леди Гага «Paparazzi» (2009) на музыкальном конкурсе шестиклассников в своей школе. Спустя какое-то время после этого, двенадцатилетнего Ченса пригласили на телевидение в «Шоу Эллен Дедженерес», где сама Эллен познакомила его с Гагой и предложила подписать контракт на запись и выпуск альбома на её новом лейбле «eleveneleven». На этом лейбле и вышел сингл «Waiting Outside the Lines» и последовавший за ним дебютный студийный альбом Ченса «Hold On ’til the Night» в 2011 году.
«Waiting Outside the Lines» была представлена публике на «Шоу Эллен Дедженерес», где Ченс исполнил её вживую.
Песня была написана Аароном Майклом Коксом (англ. Aaron Michael Cox) и спродюсирована Da Internz и наставником Кристины Агилеры Роном Фэйром. Сингл был эксклюзивно выпущен на iTunes 26 октября 2010 года. Позднее, 14 декабря того же года был выпущен и CD-сингл на лейблах eleveneleven, Maverick Records и Geffen Records.
На сингле также была записана студийная версия хита Lady Gaga «Paparazzi» (2009), благодаря исполнению которого Ченс приобрел известность. Кроме того на сингле записана кавер версия песни «Fire» группы Augustana. Официальный ремикс включает вокал филиппинского поп и R&B певца Шариса.
Ченс исполнил песню публике, когда выступал в качестве специального гостя на традиционной церемонии катания яиц на лужайке перед Белым Домом.

## Список песен
Цифровая дистрибуция
1. Waiting Outside the Lines (3:52)

CD-сингл, выпущенный в Великобритании и США
1. Waiting Outside the Lines (3:52)
2. Paparazzi (кавер песни Леди Гага) (3:22)
3. Fire (кавер песни Augustana) (3:01)

Цифровая дистрибуция
1. Waiting Outside the Lines (3:52)
2. Paparazzi (кавер песни Леди Гага) (3:22)
3. Fire (кавер песни Augustana) (3:01)
4. Waiting Outside the Lines (ремикс, при участии Шарис) (3:52)

CD-сингл, Scholastic Book Club Exclusive CD (выпущен с постером и эксклюзивным бонус-трэком)
1. Waiting Outside the Lines (3:52)
2. Paparazzi (кавер песни Леди Гага) (3:22)
3. Fire (кавер песни Augustana) (3:01)
4. Light Up the Dark (3:24)

## Видеоклип
Мороккано-американская режиссёр Санаа Хамри сняла официальный видеоклип на эту песню. Она же сняла клип и на следующий сингл музыканта «Unfriend You», вышедший в 2011 году.

## Форматы
| Регион         | Дата                 | Формат           |
| -------------- | -------------------- | ---------------- |
| США            | 26 октября 2010 года | Digital download |
| Великобритания | 9 декабря 2010 года  | Digital download |
| США            | 4 декабря 2010 года  | CD single        |
| Великобритания | 4 декабря 2010 года  | CD single        |

## Отзывы критиков
- Американский журнал «Billboard» оценивает дебютный сингл Грейсона Ченса на 4 из 5 и отмечает, что композицию можно было бы перепутать с «коронационной песней „American Idol“», однако, к сожалению, «„American Idol“ не открыл публике настолько же сверхъестественно талантливого исполнителя, как Грейсон Ченс»[13].
- Музыкальный телеканал «MTV» сравнивает стиль песни с творчеством Джастина Бибера[14].
- Газета «The New York Times» публикует рецензию на новый сингл и отмечает каверы на песни «Paparazzi» и «Fire», записанные на макси-сингле. Кроме того, рецензенты называют заглавный сингл «вопиющим ударом [группе] Coldplay», а также отмечают «глубокий и склонный к блужданию» голос самого Ченса[15].

## Чарты
| Чарт (2010)                                | Высшая позиция |
| ------------------------------------------ | -------------- |
| Бельгия/Фландрия (Ultratip Bubbling Under) | 45             |
| США Heatseekers Songs                      | 12             |